# The Huts Cemetery
The Huts Cemetery is een Britse militaire begraafplaats met gesneuvelden uit de Eerste Wereldoorlog, gelegen in het Belgische dorp Dikkebus (Ieper). De begraafplaats ligt aan de Steenakkerstraat, ongeveer 1 km ten noordwesten van de Sint-Jan-Baptistkerk en werd ontworpen door Edwin Lutyens met medewerking van George Goldsmith. Het terrein heeft een bijna rechthoekig grondplan met een oppervlakte van ongeveer 4.700 m². Aan de straatzijde wordt ze afgelijnd door een haag en aan de andere zijden door een bakstenen muur. Het Cross of Sacrifice staat tegenover de toegang die wordt gevormd door twee witte stenen zuilen waartussen paaltjes staan verbonden door een smeedijzeren ketting. De Stone of Remembrance staat centraal tegen de noordoostelijke muur. De begraafplaats wordt onderhouden door de Commonwealth War Graves Commission.
Er worden 1.100 doden herdacht waarvan 6 niet meer geïdentificeerd konden worden.

## Geschiedenis
Langs de weg van Dikkebus naar het gehucht Brandhoek (Vlamertinge) stonden barakken (vandaar de naam "huts") die in 1917 door medische posten (Field Ambulances) gebruikt werden. De begraafplaats werd door hen aangelegd om hun doden te begraven. De meeste slachtoffers sneuvelden tijdens de Derde Slag om Ieper tussen juli en november 1917 en wegens de opstelling van talrijke artillerieposten in de omgeving zijn nagenoeg 2/3 van de doden leden van artillerie-eenheden. Tijdens het Duitse lenteoffensief in het voorjaar van 1918 kwam het front gevaarlijk dichtbij te liggen waardoor de begraafplaats werd gesloten.
Er liggen 822 Britten, 5 Canadezen, 243 Australiërs, 19 Nieuw-Zeelanders, 4 Zuid-Afrikanen, 1 Indiër en 6 Duitsers begraven.
De begraafplaats werd in 2009 als monument beschermd.

## Graven

### Onderscheiden militairen
- Harry Thorner, onderluitenant bij het Machine Gun Corps werd onderscheiden met de Albert Medal (AM).
- Cecil Rawling, brigade-generaal bij de General Staff van de Somerset Light Infantry werd onderscheiden met de Order of the Indian Empire, de Order of St. Michael and St. George  en de Distinguished Service Order (CIE, CMG, DSO).
- Manners, Lord Robert William Orlande, luitenant-kolonel bij het King's Royal Rifle Corps werd onderscheiden met de Order of St. Michael and St. George en de Distinguished Service Order (CMG, DSO).
- William Weston Hearne, kolonel bij het Australian Army Medical Corps en Courtenay Talbot Saint Paul, luitenant-kolonel bij de Royal Field Artillery werden onderscheiden met de Distinguished Service Order (DSO).
- A. Flowers, compagnie sergeant-majoor bij het South Staffordshire Regiment werd onderscheiden met de Distinguished Conduct Medal en de Meritorious Service Medal (DCM, MSM).
- Henry Howard Baker, sergeant bij de Australian Field Artillery werd onderscheiden met de Distinguished Conduct Medal (DCM).
- zeventien officieren werden onderscheiden met het Military Cross (MC).
- tweeëntwintig manschappen ontvingen de Military Medal (MM) waaronder sergeant H. Holness tweemaal (MM and Bar).

### Minderjarige militair
- Frederick Turnbull, geleider bij de Royal Field Artillery was 17 jaar toen hij op 2 oktober 1917 sneuvelde.

### Aliassen
- kanonnier Thomas Roger Pye diende onder het alias T. Birchall bij de Royal Garrison Artillery.
- kanonnier Herbert Charles N. Claxton diende onder het alias Herbert Charles N. Lodge bij de Australian Field Artillery.
- kanonnier Tage Ferdinand Agren diende onder het alias George Ferdinand Richardson bij de Australian Field Artillery.
- geleider Roy McBurney diende onder het alias Roy Dunston bij de Australian Field Artillery

### Gefusilleerde militairen
- Victor Manson Spencer, soldaat bij het 1st Bn. (Otago) New Zealand Regiment, werd wegens desertie gefusilleerd op 24 februari 1918. Hij was 23 jaar.
- Henry Hughes, soldaat bij het 1st/5th Bn. Yorks and Lancs Regiment, werd wegens desertie gefusilleerd op 10 april 1918. Hij was 27 jaar.[2]